# Khosro Naghed
Khosro Naghed (en persan, خسرو ناقد), né à Chiraz, est un linguiste, écrivain et traducteur iranien. Il a écrit de nombreux ouvrages sur le persan, la littérature et la philosophie iraniennes.
Khosro Naghed est l’auteur d’un dictionnaire persan-allemand publié par Langenscheidt en 2002.

## Source
- (en) Cet article est partiellement ou en totalité issu de l’article de Wikipédia en anglais intitulé « Khosro Naghed » (voir la liste des auteurs).